# Apotolamprus
Apotolamprus là một chi bọ cánh cứng thuộc họ Scarabaeidae.